# Velissários
Velissários (Velissarios) är en ort i Grekland.   Den ligger i prefekturen Nomós Ioannínon och regionen Epirus, i den nordvästra delen av landet, 300 km nordväst om huvudstaden Aten. Velissários ligger 530 meter över havet och antalet invånare är 717.
Terrängen runt Velissários är kuperad åt sydväst, men åt nordost är den bergig. Runt Velissários är det mycket tätbefolkat, med 1 056 invånare per kvadratkilometer. Närmaste större samhälle är Ioánnina, 1,9 km nordost om Velissários. Trakten runt Velissários består till största delen av jordbruksmark.